# اوزگه تورر
اوزگه تورر (به ترکی استانبولی: Özge Törer؛ زاده آگوست ۱۹۹۹) بازیگر اهل ترکیه است.

## زندگی
تورر در ۱۶ اوت ۱۹۹۹ در استانبول زاده شد. او از دانشگاه موگلا سیتکی کوچمان فارغ‌التحصیل شد.

## حرفه
اوزگه برای نخستین بار در سریال معروف قیام عثمان که به زندگی عثمان اول می‌پردازد بازی کرد.
وی در نقش بالا خاتون همسر عثمان یکم است او توانست در اولین پروژه خود نظر خیلی‌ها را جلب کند او به خاطر بازی در این سریال جایزه بهترین بازیگر زن سال ۲۰۲۰ را دریافت کرد.

## فیلم‌شناسی
| سال       | عنوان      | نقش        | توضیحات  |
| --------- | ---------- | ---------- | -------- |
| ۲۰۱۹–۲۰۲۵ | قیام عثمان | بالا خاتون | نقش اصلی |